# Saint-Cergue
Saint-Cergue – miejscowość i gmina (commune) w zachodniej Szwajcarii, w kantonie Vaud, w okręgu (district) Nyon. Do początków XIX w. punkt etapowy na trasie łączącej Paryż z Genewą, obecnie popularna miejscowość turystyczna.

## Położenie
Miejscowość leży wysoko w górach Jura, obejmując rejon głównego, najwyższego pasma tych gór. Centrum zabudowy leży na wysokości 1030–1100 m n.p.m., u wschodnich podnóży przełęczy Givrine (1229 m n.p.m.).
Tereny gminy obejmuje Regionalny Park Przyrodniczy Jura vaudois.

## Demografia
W Saint-Cergue mieszka 2788 osób. W 2021 roku 31,3% populacji gminy stanowiły osoby urodzone poza Szwajcarią.

## Transport
Przez teren gminy przebiegają drogi główne nr 123 i nr 125.
Przez miejscowość biegnie wąskotorowa linia kolejowa NStCM Nyon – Saint-Cergue - Col de la Givrine - La Cure (na granicy szwajcarsko-francuskiej).